# Přestavlky (Slapy)
Přestavlky (německy Přestawlk) jsou osada v okrese Praha-západ ve Středočeském kraji. Osada leží v katastrálním území Přestavlky u Slap o rozloze 509 ha, je součástí obce Slapy. V roce 2011 zde žilo 258 obyvatel v 94 domech. Přestavlky se nacházejí asi 37 km jižně od Prahy.
Ke katastrálnímu území rovněž patří rekreační osady Lahoz, Skalice a Ždáň, které leží u vodní nádrže Slapy. Leží zde dva rybníky, Horní a Hunový, kterými protéká bezejmenný potok, přítok Vltavy. Prochází tudy silnice III/10214. Nachází se zde kaple Nanebevzetí Panny Marie z roku 1870.
| Rok            | 1869 | 1880 | 1890 | 1900 | 1910 | 1921 | 1930 | 1950 | 1961 | 1970 | 1980 | 1991 | 2001 | 2011 |
| -------------- | ---- | ---- | ---- | ---- | ---- | ---- | ---- | ---- | ---- | ---- | ---- | ---- | ---- | ---- |
| Počet obyvatel | 304  | 336  | 322  | 291  | 320  | 293  | 266  | 299  | –    | 155  | 109  | 74   | 107  | 258  |
| Počet domů     | 49   | 51   | 54   | 56   | 59   | 60   | 74   | 66   | –    | 50   | 39   | 56   | 73   | 94   |